# Тересса
Тересса (англ. Teressa, хинди तेरेस्सा) — остров в центральной части архипелага Никобарских островов. Назван по имени эрцгерцогини Австрии Марии Терезии. Имеет максимальную длину 20 км и ширину — 5 км. Площадь — 101,26 км². Максимальная высота над уровнем моря: 250 м. По данным переписи 2001 года население острова составляет 2043 человека.

## История
Когда Австрия (1778—1784) и Дания (1754 / 56-1868) объявили Никобарские острова своей колонией, они назвали Терессу в честь австрийской герцогини Марии Терезии. После землетрясения и цунами 2004 года в Индийском океане флоре и фауне острова был нанесен значительный ущерб.